# Upplands runinskrifter 1012
Runinskrift U 1012 är en runsten som nu står på Rasbokils kyrkas kyrkogård i Rasbokils socken i Uppland. 

## Stenen
Stenen har tidigare varit inmurad i kyrkans södra mur men fritogs av Riksantikvarieämbetet 1949 och placerades på nuvarande plats.
Dekoren består av tre drakar som slingrar sig om varandra. Runorna är ristade i den största drakens kropp. Ristaren är troligen Åsmund Kåresson. Den från runor översatta inskrften lyder enligt nedan:

## Inskriften
Translitterering av runraden:
sbraki ' uk þur'biurn ' uk uþuhin ' uk| |kinlauh ' uk (a)friþr ' þaun litu rita ' aftiʀ biurn faþ(u)- (s)in
Normalisering till runsvenska:
Spraki ok Þorbiorn ok Oþvaginn ok Ginnlaug ok Afriðr(?) þaun letu retta æftiʀ Biorn, faðu[r] sinn.
Översättning till nusvenska:
Sprake och Torbjörn och Otvagen och Ginlög och Gudfrid lät resa [stenen] efter Björn sin fader.
Samma kvinna Gudfrid är omnämnd på U 1008, ristade av samma ristare. Man kan påvisa, att Åsmund Kåreson använder dialekt. Otvagen med betydelsen 'otvättad, smutsig' är belägen på t.ex. U 1102, U 1119, möjligen på U 971 och DR 147.